# Psykologi

Den grekiska bokstaven Psi symboliserar ofta psykologi.

Psykologi är vetenskapen om själslivet, det vill säga beteenden, medvetande, känslor och tänkande hos människor och grupper. I detta ingår beteenden och mentala processer som inkluderar perception, kognition, uppmärksamhet, affekt (känslor), intelligens, fenomenologi, motivation, personlighet och hjärnans funktioner.
Kunskap inom psykologi används ofta vid utvärdering, diagnosticering och behandling av psykisk ohälsa, men även för att lösa olika problem i mellanmänskliga situationer och interaktioner.    
En psykolog kan ha olika roller: forskning, undervisning, klinisk praktik, rådgivning och psykoterapi. Yrkesgruppen återfinns både i privat och offentlig sektor.

## Etymologi och mytologi

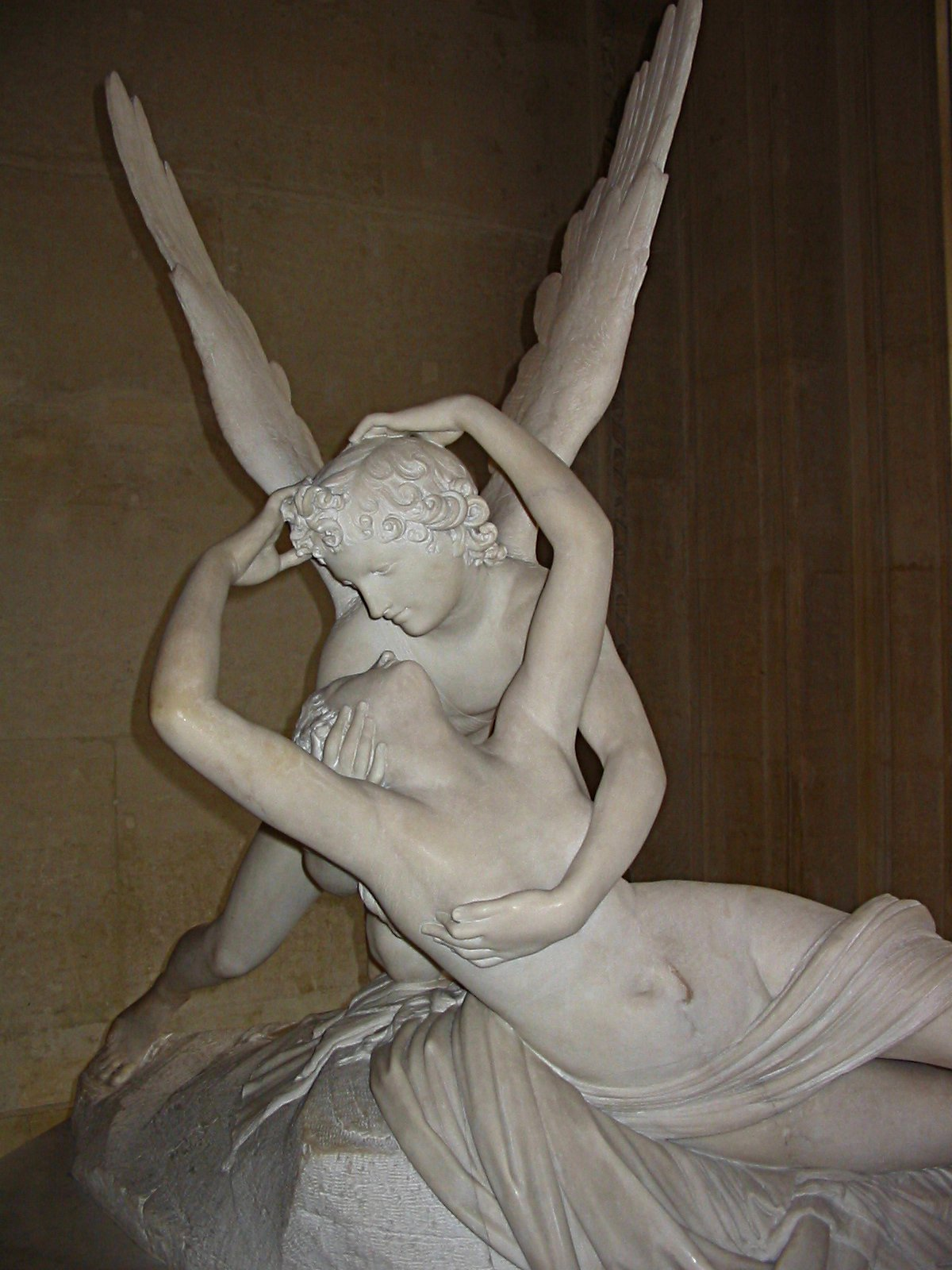
Antonio Canovas marmorskulptur Amor och Psyche (1793) på Louvren. Till skillnad från grekisk och romersk mytologi har Amor här utformats som den bevingade delen av paret.

Ordet psykologi kan förstås som läran om själen. Det är bildat av ordet psyke, från grekiskans psȳchē (andedräkt, själ eller liv),  och av ordet lógos som ursprungligen betecknar ord på grekiska. Psyche var också en feminin mytologisk gestalt i forna Grekland och Rom, där hon ofta avbildades som en fjäril eller en ung kvinna med fjärilsvingar. Hon återfinns även i Apuleius berättelse om kärleksguden Amors relation med henne, en berättelse översatt till svenska första gången 1666 som Then vnderskiöne Psyche. Psyke förekommer för övrigt i många moderna ordbildningar som exempelvis psykiatri, psykosomatisk, psykisk hälsa, psykosocial, psykedelisk.

## Historia

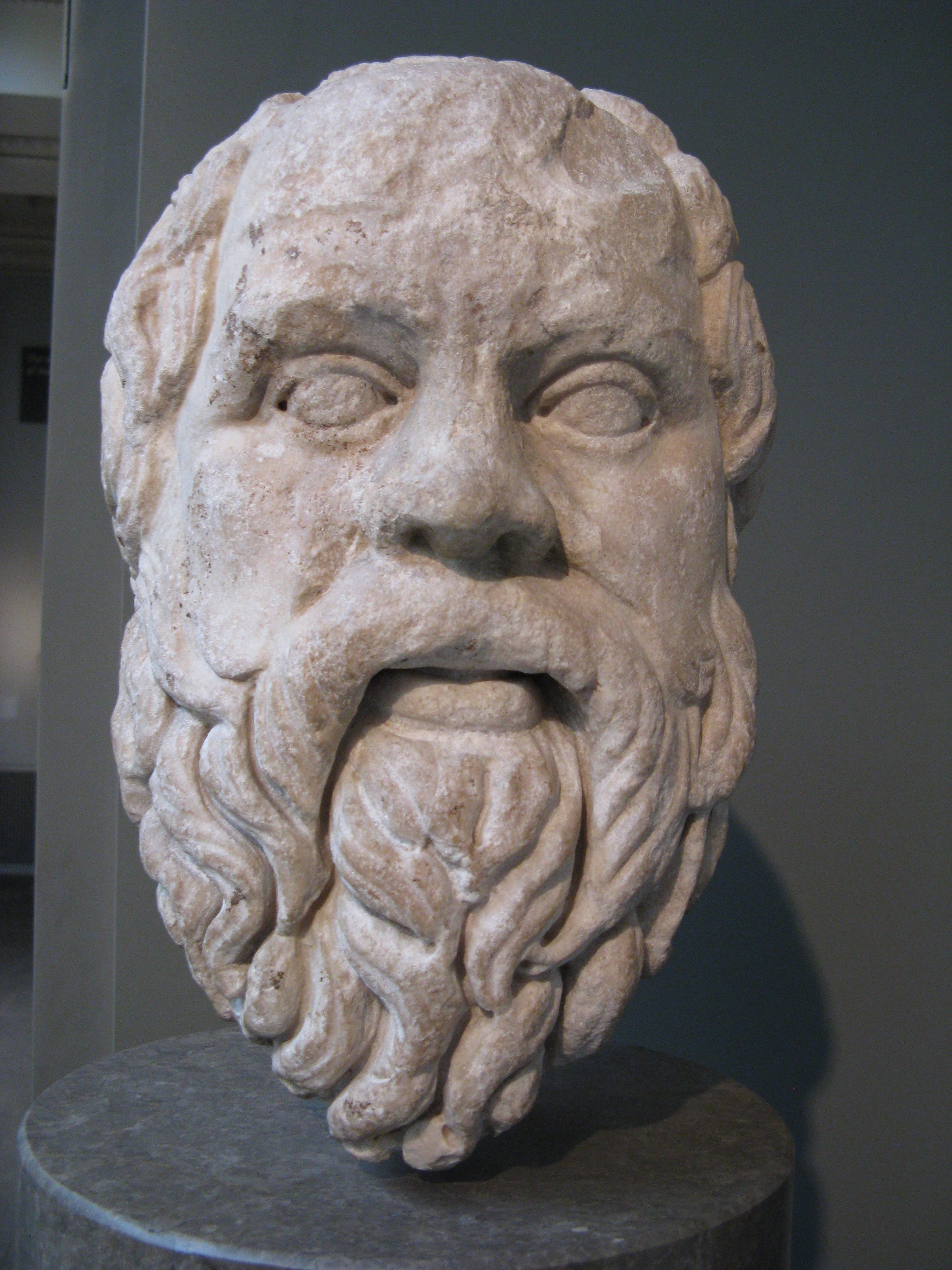
Sokrates

Försök att förstå människans själsliv och beteende kan spåras till forntida civilisationer i Egypten, Grekland, Kina, Indien och Persien.  
Ämnet behandlades naturvetenskapligt av Demokritos, atomlärans fader, som ansåg att själen bestod av små, rörliga atomer. Hippokrates ansåg att psykisk ohälsa hade fysiologiska orsaker, inte övernaturliga. Hos de båda forngrekiska filosoferna Sokrates och Platon fanns däremot en tydlig dualism mellan idévärld och sinnevärld, vilket kan påminna om den senare, kristna medeltidens tydliga åtskillnad mellan kropp och själ. Sokratisk metod är för övrigt ett levande begrepp inom nutida psykoterapi.
Under påverkan av filosofi och fysiologi växte psykologin så småningom fram som en egen disciplin. Psykologins frågeställningar hämtades från filosofer som Descartes (1600-talet) och Locke (1700-talet). Den som först urskilde psykologi som en egen vetenskap var Christian von Wolff i skrifterna Psychologia empirica (1732) och Psychologia rationalis (1734). Även Immanuel Kant diskuterade psykologi som vetenskap, men då som en del av antropologin. Han vände sig mot det som kom att bli experimentell psykologi, det vill säga att utföra kvantitativt mätbara experiment med själen som studieobjekt.  
Under 1800-talet präglades psykologin av tyska filosofer och psykologer, vilket resulterade i flera inriktningar. Tongivande var viljefilosofen Nietzsche, men under perioden växte även Freuds teorier om det omedvetna och det medvetna fram, liksom fenomenologi, humanistisk psykologi, assocationspsykologi och experimentell psykologi.

### Experimentell psykologi

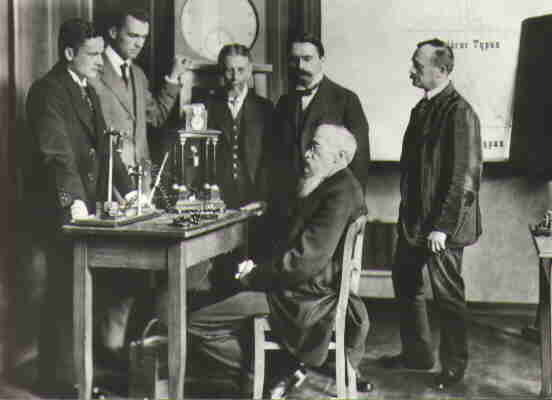
Wundts forskargrupp

Tyske Gustav Fechner kom att utmana Kants kritik mot kvantitativa experiment och vid hans lärosäte i Leipzig fortsatte detta arbete genom Wilhelm Wundt som 1879 skapade ett laboratorium för det specifika studiet av psykologi. I denna miljö användes experimentella tekniker hämtade från fysik och fysiologi och den var först i sitt slag. Wundt och hans efterföljare kom att kallas strukturalister.
Den här typen av psykologilaboratorier etablerades i Tyskland, Danmark, Österrike, England, Japan, Indien och USA och kom att influera utbildningar vid Johns Hopkins och Cornell University.

### Psykologiska teorier och inriktningar formeras
1900-talet präglades av etablerandet av olika teorier om hur det mänskliga psyket kunde tolkas, utforskas och läras ut. Det kom att bli en mängd inriktningar, oftast kopplade till specifika tongivande personer och därtill historiska händelser i form av teknikutveckling, krig och samhällets ekonomiska utveckling.       
Ur en experimentell psykologi, som ville efterlikna naturvetenskaplig metodik, uppkom William James teorier kring funktionalism och J.B Watsons teorier om behaviorism. Dessa teorier innebar en radikal förändring mot tidigare om vad som skulle vara forskningsobjektet inom psykologin. Watson menade att det var beteendet, inte medvetandet som var intressant.
Parallellt med detta, men med början redan i slutet av 1800-talet, utvecklade neurologen Sigmund Freud sina teorier om det mänskliga psyket och skapade psykoanalysen.  
Det allra första intelligenstestet utvecklades av Alfred Binet. Det vidareutvecklades av forskare i USA och användes bland annat av försvarsmakten under första och andra världskriget.    
Den tekniska utvecklingen under efterkrigstiden påverkade även psykologin, där datorer skapade en ny metafor för de mentala funktionerna såsom problemlösning, minne och inlärning. Psyket kunde ses om en informationshanterande enhet och studerades utifrån det som kallades kognitivism. Denna utveckling tillskrivs bland annat Piaget och Vygotskij, och påverkade pedagogikens område. 
Det blev också vanligt att koppla de mentala funktionerna till hjärnan och nervsystemet, delvis på grund av det experimentella arbete som utfördes av Charles Sherrington och Donald O. Hebb, och delvis genom studiet av människor med hjärnskador, en gren som kallas för kognitiv neuropsykologi. Med den fortsatta teknologiska utvecklingen av metoder för att mäta hjärnaktivitet har neuropsykologi och kognitiv neurovetenskap blivit några av de mest aktiva forskningsfälten inom modern psykologi.
Kognitionsvetenskap är ett paraplybegrepp för de vetenskapliga inriktningar som försöker förstå det mänskliga psyket, såsom psykologi, filosofi, datavetenskap och neurovetenskap.

### Exempel på pionjärer inom psykologin
- Wilhelm Wundt (1832-1920)
- William James (1842-1910)
- Sigmund Freud (1856-1939)
- Ivan Pavlov (1849-1936)
- Alfred Binet (1857-1911)
- Carl Jung (1875-1961)
- Karen Horney (1885-1952)
- Alfred Kinsey (1894-1956)
- Anna Freud (1895-1982)
- Jean Piaget (1896-1980)
- Wilhelm Reich (1897-1957)
- Jacques Lacan (1901-1981)
- Erik H. Erikson (1902-1994)
- Carl Rogers (1902-1987)
- B.F. Skinner (1904-1990)
- Abraham Maslow (1908-1970)
- Hans Eysenck (1916-1997)
- Michel Foucault (1926-1984)
- Irvin Yalom (1931)
- Elizabeth Loftus (1944)
- Steven Hayes (1948)

## Psykologi som vetenskaplig disciplin
Psykologi räknas vanligen till samhällsvetenskaperna. I Sverige är det bara ett lärosäte som knutit sin utbildning till den medicinska fakulteten, nämligen Karolinska Institutet (KI), medan övriga utbildningar i Sverige ges vid samhällsvetenskapliga eller filosofiska fakulteter.
Psykologisk forskning bedrivs utifrån ett antal forskningsområden, där människors beteenden och upplevelser på ett systematiskt sätt studeras. Forskningen bedrivs med utgångspunkten att människan är en biologiskt, socialt och kulturellt påverkad varelse. Psykologi utgörs idag av 26 olika delområden, där några av dessa är arbets- och organisationspsykologi, klinisk psykologi och utvecklingspsykologi. Nutida forskare inom psykologin samverkar ofta med andra discipliner såsom antropologi, pedagogik, farmakologi, m.fl. Forskningen kan i sin tur även ge en direkt tillämpbar kunskap på olika områden där människans välbefinnande och utveckling står i fokus.

## Psykologins inriktningar och teoribildningar
Psykologins utveckling har givit upphov till följande inriktningar, med skiftande teoribildningar som grund för forskning, tillämpning och vidare utveckling av psykologin inom olika delar av samhället. 

### Biologisk
Inom biologiskt inriktad psykologisk vetenskap utgår man från människan som biologisk varelse. Olika aspekter av människans psyke kopplas till kroppen på olika sätt, t.ex. genom genetik, hormonsystem och hjärnans utformning. Frågorna inom den biologiska psykologin har kretsat kring människan i jämförelse med andra biologiska varelser, men också huruvida det går att lokalisera de delar av hjärnan som påverkar en människas psyke. I slutet av 1800-talet lades grunden till det som idag kallas neuropsykologi då studier gjordes på individer med fysiska skador som gav tydlig påverkan på t.ex. tal och förståelse. Till den biologiska inriktningen inom psykologin hör även evolutionspsykologi och perceptionspsykologi.

### Behavioristisk
Inom behavioristisk psykologi fokuserar man på det mänskliga beteendet i första hand, och betraktar även tänkandet som en form av beteende. 
Behaviorism var den förhärskande modellen under en stor del av det tidiga 1900-talets psykologi, inte minst på grund av de tillämpningar som teorierna om betingning gav upphov till. Dock blev det så småningom tydligt för många inom psykologin att, även om behaviorismen hade bidragit med många viktiga upptäckter, så kunde den inte förklara allt mänskligt beteende. Lingvisten Noam Chomskys recension av B.F. Skinners bok Verbal Behavior ses av många som en vändpunkt då behaviorismens popularitet minskade. Chomsky förordade att språk inte kunde vara enbart inlärt med hjälp av betingning, eftersom människor kan skapa meningar som är helt unika till sin struktur och betydelse, vilket enligt Chomsky tydde på förekomsten av inre tillstånd i "psyket" som behaviorismen bortsåg från. Den behavioristiska inriktningen influerade i vilket fall synen på lärande och utbildning, t.ex. inom undervisningsteknologi och läromedel. Albert Banduras arbeten om social inlärning visade också att barn kunde ta lärdom utan några synbara förändringar i beteendet, vilket då kunde förstås som ett inre hanterande av uppgifter. Banduras idéer resulterade i en kognitiv behaviorism där mindfulness ingår som en del av en behandling..

### Kognitiv
Kognitiv psykologi fokuserar på människans mottagande av intryck i form av minnen, information, inlärning, reflektion och tänkande. Denna inriktning har även influerat utvecklingspsykologi och pedagogik. Den är också en del av det tvärvetenskapliga området kognitionsvetenskap. Baserat på både behavioristiska och kognitiva teorier har terapiformen KBT utvecklats.

### Social
Inom socialpsykologin fokuserar man på hur människan reflekterar över sig själv i förhållande till andra i olika sociala sammanhang. Det kan handla om olika perspektiv såsom grupp, samhälle, kultur, familj, relationer, skola, företag. Inriktningen har många beröringspunkter med sociologi och pedagogik. En del av socialpsykologin är utvecklingspsykologi. Andra delar av denna inriktning är anknytningsteori, forensisk psykologi, transpersonell psykologi och gruppsykologi.

### Psykoanalytisk
Psykoanalysen skapades av Freud och har senare fått flera olika inriktningar. Freud grundade sin förståelse av det mänskliga psyket på samtal, introspektion och kliniska observationer. Han fokuserade huvudsakligen på det psykopatologiska. Freuds teorier fick en enorm genomslagskraft, inte bara för att de syftade till praktisk nytta för enskilda patienter, utan även för att de försökte kartlägga tabubelagda ämnen som sexualitet och bortträngning. Även om många av Freuds teorier har ifrågasatts, så har hans kliniska arbete och hans teorier varit kulturellt inflytelserika och gett upphov till många senare psykodynamiska teoribildningar.

### Humanistisk

Mazlows behovstrappa (engelska)

Humanistisk psykologi växte fram under 1960-talet som en reaktion mot behaviorism och psykoanalys. Utvecklingen påverkades bland annat av ändrade värderingar, där fokus låg både på kritik mot urbanisering och industrialisering, men också på ett ökat intresse för personlig utveckling, existentialism och kulturer där meditation utövades. 
Humanistisk psykologi ser på mänskliga erfarenheter ur ett fenomenologiskt perspektiv, och försöker förstå människor och deras beteenden med hjälp av kvalitativ forskning. Den humanistiska psykologin har sina rötter i existentialistisk och fenomenologisk filosofi;  många humanistiska psykologer menar att kvantitativ forskning, i sitt försök att uttrycka mänskliga erfarenheter i mätbara enheter, är reduktionistisk och tar bort all mening ur den mänskliga upplevelsen[källa behövs].  
Några av teoretikerna i denna skola var Abraham Maslow, känd för sin teori om behovstrappan, Carl Rogers som utvecklade en klientcentrerad terapiform, och Fritz Perls som deltog i utvecklandet av gestaltterapi. 
Se även existentialism, funktionalism, gestaltpsykologi, humanism, kritisk psykologi, strukturalism.

## Tillämpad psykologi
Tillämpad psykologi är en del inom psykologin som handlar om att tillämpa psykologiska idéer och begrepp på andra områden. Man brukar dela in den tillämpade psykologin i flera underavdelningar. Till tillämpad psykologi hör olika former av psykologisk behandling såsom psykoterapi.

## Psykologutbildning
I Sverige blir man legitimerad psykolog genom att läsa det femåriga psykologprogrammet tillsammans med att göra en ettårig praktik, så kallad PTP-tjänst ("praktisk tjänstgöring för psykologlegitimation"). Legitimation utfärdas av Socialstyrelsen. Den med utländsk utbildning kan prövas som likvärdig och bli legitimerad psykolog. Psykologutbildningen i Sverige är en generalistutbildning vilket betyder att studenten ska lära sig mycket inom många områden. Dessa områden är utvecklingspsykologi, kognitiv och biologisk psykologi, socialpsykologi och sociologi, vetenskapsteori och forskningsmetoder, grupp- och organisationspsykologi, personlighetspsykologi, psykopatologi samt psykoterapi. Utbildningsorter som har psykologprogrammet är Göteborg, Karlstad, Linköping, Lund, Stockholm, Uppsala, Växjö, Umeå, Örebro och Östersund.